# Dvojna vijačnica RNK
Dvojna vijačnica RNK (tudi dvojnovijačna RNK, dvojnoverižna RNK) je struktura RNK, ki ima podobno zgradbo vijačnice kot dvojna vijačnica DNK. Nahaja se na primer pri virusih iz družine reovirusov.
Za celično DNK je značilno, da se večji del nahaja v obliki dvojne vijačnice, vse vrste RNK pa se sintetizirajo kot enoverižne molekule. Molekule RNK načeloma ne zavzemajo obsežnih ponavljajočih se sekunardnih struktur, vendar pa se posamezni deli uredijo v določene strukturne elemente. Obstoj dovolj dolgih komplementarnih odsekov RNK omogoči nastanek desne dvojne vijačnice. Pri tem lahko sodelujejo na primer lasnične zanke ali drugi strukturni elementi RNK. Pri nekaterih virusih pa se nahaja celotna RNK v dvojnovijačni obliki. Taka dvojnovijačna virusna RNK lahko v evkariontskih celicah povzroči virusno interferenco, pri vretenčarjih pa interferonski odziv.

## Strukturne značilnosti
Dvojnovijačna področja v RNK so antiparalelna in jih stabilizirajo iste interakcije, kot so prisotne v dvojni vijačnici DNK: vodikove vezi med komplementarnimi bazami in van der Waalsove ter hidrofobne interakcije med naloženimi bazami. Dvojna vijačnica DNK ima obliko, podobno obliki A pri DNK; zaradi dodatnih hidroksilnih skupin je onemogočeno zvitje, ki bi bilo podobno B-DNK. V RNK se delež področij dvojnih vijačnic razlikuje. Včasih imenujemo dvojnovijačno področje v RNK »steblo«.